# Bic Cristal

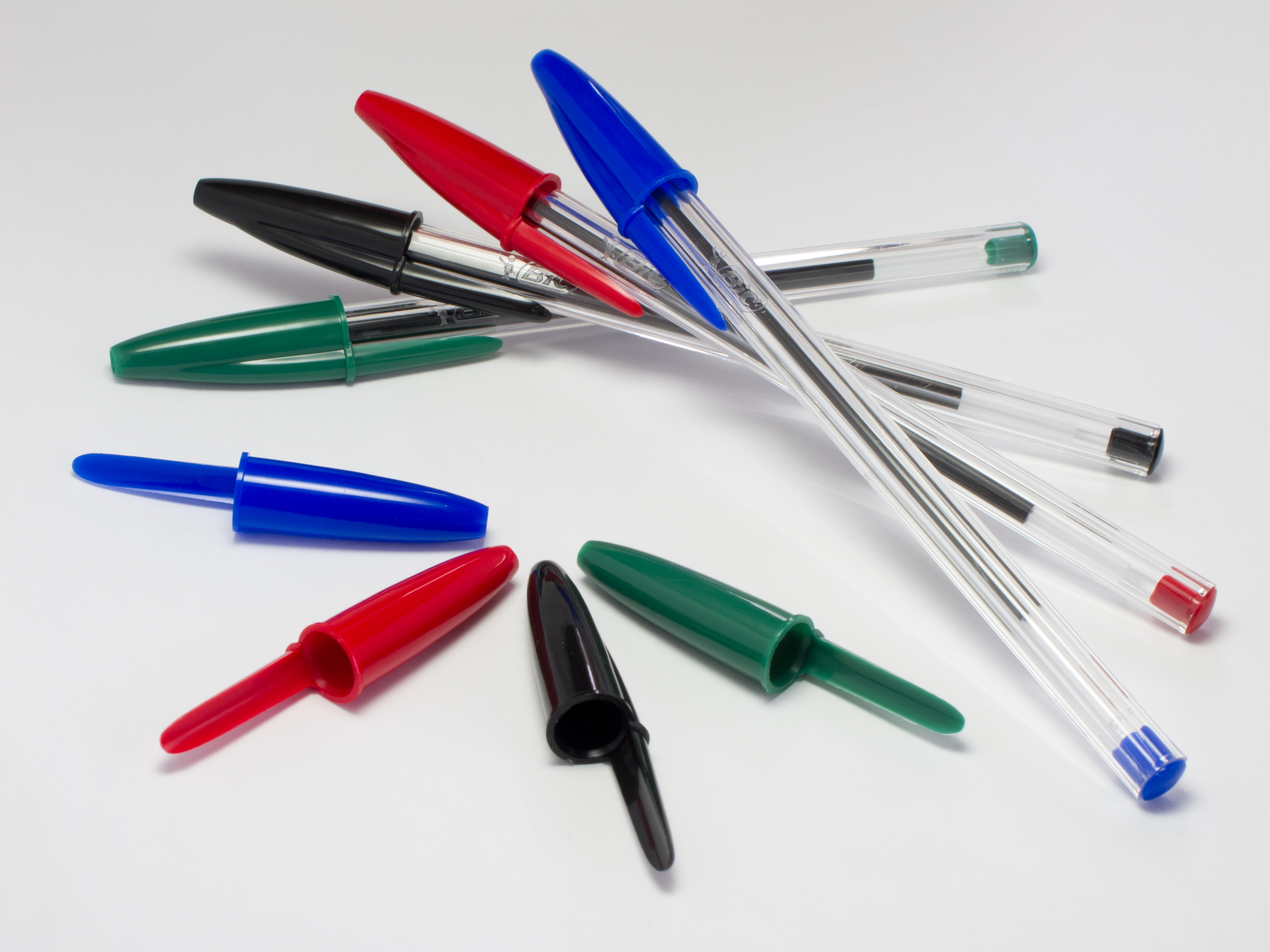
Ручки BIC Cristal

BIC Cristal — дешева одноразова кулькова ручка, яку виробляє та продає французька компанія Bic із Кліші-ла-Гаренн. Вперше випущена в продаж 1950 року, є найпродаванішою ручкою у світі: у вересні 2006 року продано 100-мільярдний екземпляр. Стала архетиповою кульковою ручкою і вважається настільки поширеною, що Музей сучасного мистецтва Нью-Йорка зробив її постійною частиною своєї колекції.

## Історія
1944 року, під кінець Другої світової війни, підприємець Марсель Бік купив фабрику в Кліші, передмісті на північ від Парижа, і 1945 року разом із партнером Едуардом Буффаром заснував Société PPA (надалі перейменовану в Société Bic). Під час війни Бік побачив кулькову ручку, яку виготовив у Аргентині Ласло Біро. Протягом 1949—1950 років команда дизайнерів Décolletage Plastique в Société PPA розробила BIC Cristal. Бік інвестував у швейцарську технологію, здатну формувати метал товщиною до 0,01 міліметра, що дозволило виготовити кульку з неіржавної сталі діаметром 1 мм, яка дозволяла чорнилу вільно текти вниз по стрижню. Він розробив в'язке чорнило, яке не протікало і не засмічувалося, і в грудні 1950 року, скориставшись патентом на кулькову ручку, отриманим від Біро, випустив Cristal.
Бік вклав значні кошти в рекламу, найнявши в 1952 році дизайнера плакатів Раймона Савіньяка, і отримав французьку премію «Oscar de la publicité» за рекламу. 1953 року керівник відділу реклами П'єр Гішенне порадив Біку скоротити своє прізвище до Bic, щоб отримати для ручки торгову назву, яка легко запам'ятовується і адаптується до світових умов, та відповідає тенденціям брендингу товарів післявоєнної епохи. У ранній рекламі у Франції Cristal називали «Атомною ручкою». Протягом 1950-х і 1960-х років писальний наконечник та ергономічний дизайн Bic Cristal допомогли змістити світовий ринок ручок від перових ручок на кулькові.
1959 року Бік вивів ручку на американський ринок: невдовзі вони продавалися за ціною 29 центів (еквівалентно 3,03 долара в 2023 році) з гаслом «Пише з першого разу, щоразу» (англ. writes first time, every time). 1965 року Міністерство освіти Франції схвалило Bic Cristal для використання в школах.
У вересні 2006 року, після продажу 100-мільярдного примірника, ручку Bic Cristal оголошено найпродаванішою у світі.

## Дизайн
Музей сучасного мистецтва в Нью-Йорку визнав промисловий дизайн Bic Cristal, включивши її в постійну колекцію музею. Шестикутна форма ручки нагадує типовий дерев'яний олівець та забезпечує міцність, а три точки захоплення забезпечують високу стійкість письма. Через прозорий полістироловий корпус ручки та поліпропіленову трубку видно рівень чорнила.